# C.M.T. Cold (generalprokurør)
 Der er flere personer med dette navn, se C.M.T. Cold (udenrigsminister).
Christian Magdalus Thestrup Cold (9. februar 1754 i Sorø – 13. januar 1826 i København) var en dansk jurist og embedsmand (generalprokurør).
Han blev cand.jur. 1781, samme år prokurator ved Hof- og Stadsretten. Fra 1788 professor ved Københavns Universitet og 1790 dr.jur. på afhandlingen De salario tutorum ex jure Danico-Norvegico veteri et hodierno altså Om værgers vederlag efter dansk og norsk ret før og nu.
Senere bestred Cold stillingen som politimester for hovedstaden, deputeret i kancelliet og fra 1804 generalprokurør ved siden af en række andre vigtige hverv. Cold har ikke efterladt sig noget af nævneværdig betydning, men må betegnes som et mønster på den flittige, pligttro embedsmand under enevælden.